# Black Diamond, Alberta
Black Diamond är en ort i Kanada.   Den ligger i provinsen Alberta, i den centrala delen av landet, 2 900 km väster om huvudstaden Ottawa. Black Diamond ligger 1 167 meter över havet och antalet invånare är 3 663.
Terrängen runt Black Diamond är huvudsakligen platt, men västerut är den kuperad. Närmaste större samhälle är Okotoks, 18,0 km öster om Black Diamond.
Trakten runt Black Diamond består till största delen av jordbruksmark. Runt Black Diamond är det mycket glesbefolkat, med 4 invånare per kvadratkilometer.